# Симмонс, Дэн
Дэн Симмонс (англ. Dan Simmons, род. 4 апреля 1948 год; Пеория, штат Иллинойс) — американский писатель-фантаст, педагог.

## Биография
Дэн Симмонс родился на Среднем Западе, его родиной стал небольшой городок Пеория, детство провёл в таких же — в том числе и в Браймфилде (штат Иллинойс), который затем стал прообразом выдуманного им Ильм Хэвена из его романов «Лето ночи» (1991 год) и «Лютая зима» (2002 год). В 1970 году Дэн получил степень бакалавра по специальности английская литература в колледже Уобаша, попутно на последнем курсе завоевав национальную премию общества «Фи Бета Гамма» за достижения в беллетристике, журналистике и искусстве.
Профессиональным преподавателем Дэн стал в 1971 году в Вашингтонском университете в Сент-Луисе. После этого ещё в течение 18 лет учительствовал — 2 года в Миссури, 2 года в Буффало, штат Нью-Йорк, один год как старший педагог, а другой — как учитель в шестом классе, после чего 14 лет преподавал в Колорадо.
Следующие свои четыре года Симмонс-учитель был одним из организаторов, координаторов и преподавателей APEX — обширной специальной программы по выявлению и развитию способностей у особо одарённых детей, которая включала в себя 19 начальных школ и около 15 000 потенциальных учащихся. В течение этих лет он сумел завоевать премию Колорадской ассоциации образования, а также вышел в финал конкурса «Преподаватель года штата Колорадо». Кроме того, он был национальным консультантом по теории английского языка, вёл курс «Пишем хорошо» и имел собственный класс. Среди 11- и 12-летних учащихся 6-го класса Симмонса были дети, которые имели повышенные способности к тому, чтобы писать. Кстати, в одном из интервью он заявил, что именно там он ежедневно, в течение полугода рассказывал детям историю «Гипериона», а они, в свою очередь, помогали ему с выявлением ошибок и неточностей в хитросплетениях этого романа. Поэтому всякий раз, когда кто-то говорит, что «письмо невозможно преподавать», Дэн заявляет противоположное и в доказательство приводит свой удачный опыт. Даже после того, как он стал профессиональным писателем, Дэн всегда с любовью посещал свой колледж, класс письма, преподавал письмо в Нью-Хэмпшире на курсах для взрослых, и проводил собственный симпозиум «Windwalker Writers».
В 1995 году альма-матер Дэна, колледж Уобаша, присвоил ему степень почётного доктора за большой вклад в образование и литературу.

## Литературная деятельность
Первый рассказ, написанный Дэном, «Река Стикс течёт вспять» появился на свет 15 февраля 1982 года, в тот самый день, когда родилась его дочь, Джейн Кэтрин. Поэтому в дальнейшем, по его словам, он всегда ощущал такую же тесную связь между своей литературой и своей жизнью.
Профессиональным писателем Симмонс стал в 1987 году, тогда же и обосновался во Фронт Рейдж в Колорадо — в том же самом городе, где он и преподавал в течение 14 лет — вместе со своей женой, Карен, своей дочерью Джейн (когда та возвращается домой из Гамильтонского Колледжа), и их собакой Ферги породы Пемброк-Вельш-Корги. В основном он пишет в Виндволкере — своём горном поместье, в маленьком домике на высоте 2500 метров в Скалистых горах, неподалёку от Национального парка Рокки-Маунтин. 2,5-метровая скульптура Шрайка — шипастого пугающего персонажа из четырёх романов о Гиперионе и Эндимионе, которая была сделана его бывшим учеником, а ныне другом, Кли Ричисоном, теперь стоит там рядом и охраняет домик.
Дэн — один из немногих писателей, который пишет почти во всех жанрах литературы — фэнтези, эпической научной фантастике, в жанре романов ужаса, саспенса, является автором исторических книг, детективов и мейнстрима. Произведения его изданы в 27 странах.

## Экранизации
Многие романы Симмонса могут быть в ближайшее время экранизированы, и сейчас им уже ведутся переговоры по экранизации «Колокола по Хэму», «Бритвы Дарвина», четырёх романов «Гипериона», рассказа «Река Стикс течёт вспять». Также им написан и оригинальный сценарий по своему роману «Фазы тяготения», созданы два телеспектакля для малобюджетного сериала «Монстры» и адаптация сценария по роману «Дети ночи» в сотрудничестве с европейским режиссёром Робертом Сиглом, с которым он надеется экранизировать и другой свой роман — «Лютая зима». А первый фильм из пары «Илион/Олимп» вообще был запланирован к выходу в 2005 году.
В январе 2004 года было анонсировано, что по романам «Илион» и «Олимп» будет снят фильм, причём Симмонс будет и автором сценария, и исполнительным продюсером.
В начале 2008 года стали появляться слухи о скором начале производства работ над фильмом по романам «Гиперион» и «Падение Гипериона». К концу года эти слухи подтвердились. Однако фильм так и не был снят.
В марте 2018 года на телеканале AMC вышел первый сезон сериала «Террор» по мотивам одноимённого романа Дэна Симмонса.

## Премии и награды
- 1986, Всемирная премия фэнтези в категории «Роман» за «Песнь Кали» (Song of Kali) (1985)
- 1989, Британская фэнтези-премия в категории «Роман — Премия им. Августа Дерлета» за «Утеха падали» (Carrion Comfort) (1989)
- 1990, Премия «Локус» в категории «Роман ужасов» «Утеха падали» (Carrion Comfort) (1989)
- 1990, Премия Брэма Стокера в категории «Роман» за «Утеха падали» (Carrion Comfort) (1989)
- 1990, Премия «Локус» в категории «Роман НФ» за «Гиперион» (Hyperion) (1989)
- 1990, Премия «Хьюго» в категории «Роман» за «Гиперион» (Hyperion) (1989)
- 1991, Премия «Локус» в категории «Короткая повесть» за «Entropy’s Bed at Midnight» (1990)
- 1991, Премия «Локус» в категории «Роман» за «Падение Гипериона» (The Fall of Hyperion) (1990)
- 1992, Премия «Локус» в категории «Короткая повесть» за «All Dracula’s Children» (1991)
- 1992, Премия Британской ассоциации научной фантастики в категории «Роман» за «Падение Гипериона» (The Fall of Hyperion) (1990)
- 1992, Премия Брэма Стокера в категории «Авторский сборник» за «Prayers to Broken Stones» (1990)
- 1992, Премия «Локус» в категории «Роман ужасов / Тёмное фэнтези» за «Лето ночи» (Summer of Night) (1991)
- 1993, Theodore Sturgeon Award в категории «Лучший НФ-рассказ» «Фотография класса за этот год» (This Year’s Class Picture) (1992)
- 1993, Премия «Локус» в категории «Роман ужасов / Тёмное фэнтези» за «Дети ночи» (Children of the Night) (1992)
- 1993, Премия Брэма Стокера в категории «Рассказ» за «Фотография класса за этот год» (This Year’s Class Picture) (1992)
- 1993, Всемирная премия фэнтези в категории «Рассказ» «Фотография класса за этот год» (This Year’s Class Picture) (1992)
- 1994, Премия Брэма Стокера в категории «Короткая повесть» за «Death in Bangkok» (1993)
- 1994, Премия «Локус» в категории «Короткая повесть» за «Death in Bangkok» (1993)
- 1995, Премия «Локус» в категории «Роман ужасов / Тёмное фэнтези» за «Горящий Эдем» (Fires of Eden) (1994)
- 1998, Премия «Локус» в категории «Роман НФ» за «Восход Эндимиона» (The Rise of Endymion) (1997)
- 2000, Премия «Локус» в категории «Повесть» за «Сироты спирали» (Orphans of the Helix) (1999)
- 2003, Премия Международной гильдии ужасов[англ.] в категории «Роман» за «Зимние призраки» (A Winter Haunting) (2002)
- 2004, Премия «Локус» в категории «Роман НФ» за «Илион» (Ilium) (2003)
- 2006, Сигма-Ф в категории «Перевод (Лучшее зарубежное произведение)» за «Илион» (Ilium) (2003)
- 2008, International Horror Guild Awards в категории «Роман» за «Террор» (The Terror) (2007)